# 공강병군
공강병군'(중국어 간체자: 中国人民解放军空降兵军, 정체자: 中國人民解放軍空降兵軍, 병음: Zhōngguó Rénmín Jiěfàngjūn Kōngjiàngbīng Jūn, 직역: Chinese People's Liberation Army Airborne Corps)은 후베이성 샤오간시에 있는 중국인민해방군 공군의 공강부대이다.

## 역사

### 최초의 공강병사단
1950년 9월 16일, 허난성 카이펑시에서 중국 인민해방군 공군의 제1육전여단(中國人民解放軍空軍陸戰第一旅, 중국 인민해방군 공군 육전 제1려)이 창설되었다. 같은 해에 제1육전사단으로 증편, 1955년에 낙하산병사단(傘兵師)으로 재편성되었다. 1957년 4월 28일 중국 인민해방군 공강병사단(中國人民解放軍空降兵師, 중국 인민해방군 공강병사)으로 개명되었다. 

### 공강병 제15군
1961년 3월 14일 육군 제15군과 산하의 제44, 45사단이 공군으로 전군하였다. 제15군은 공군의 공강병 본부로 재편성되었다. 공강병 제15군은 6월 1일에 중국 인민해방군 총참모부 직속, 우한 군구 공군 배속 부대로 지정되었다. 공강병사단은 서수 43번을 부여받고 공병강 제43사단으로 개명되었다.

### 공강병군
2017년에 군개편에 의해 모든 사단 본부는 해산하고, 주요 작전군 단위가 여단으로 바뀌었다.

## 사진첩

《人民畫報, 인민화보》 1955년 1기판에 촬영된 무전기로 교신 중인 공강병사단 대위의 모습
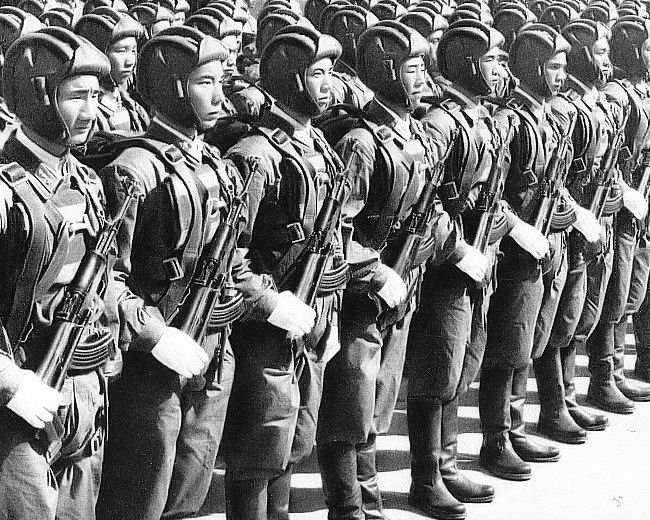
1959년 중국 인민해방군 창설10주년 열병식에 사열하고 있는 공강병사단 대원들의 모습
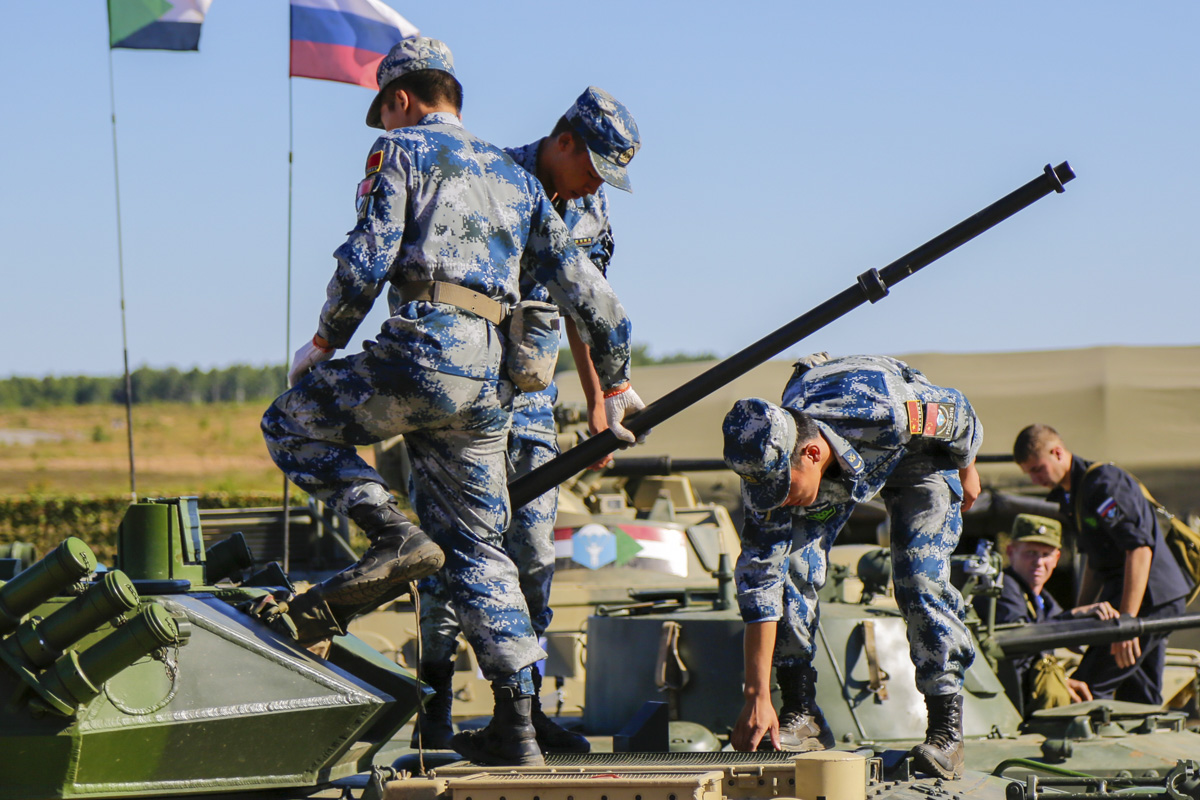
러시아 공수군과의 연합훈련에서 ZBD-03 보병전투차를 점검하는 공강병 소대 대원들 (2018년 8월 8일 촬영)
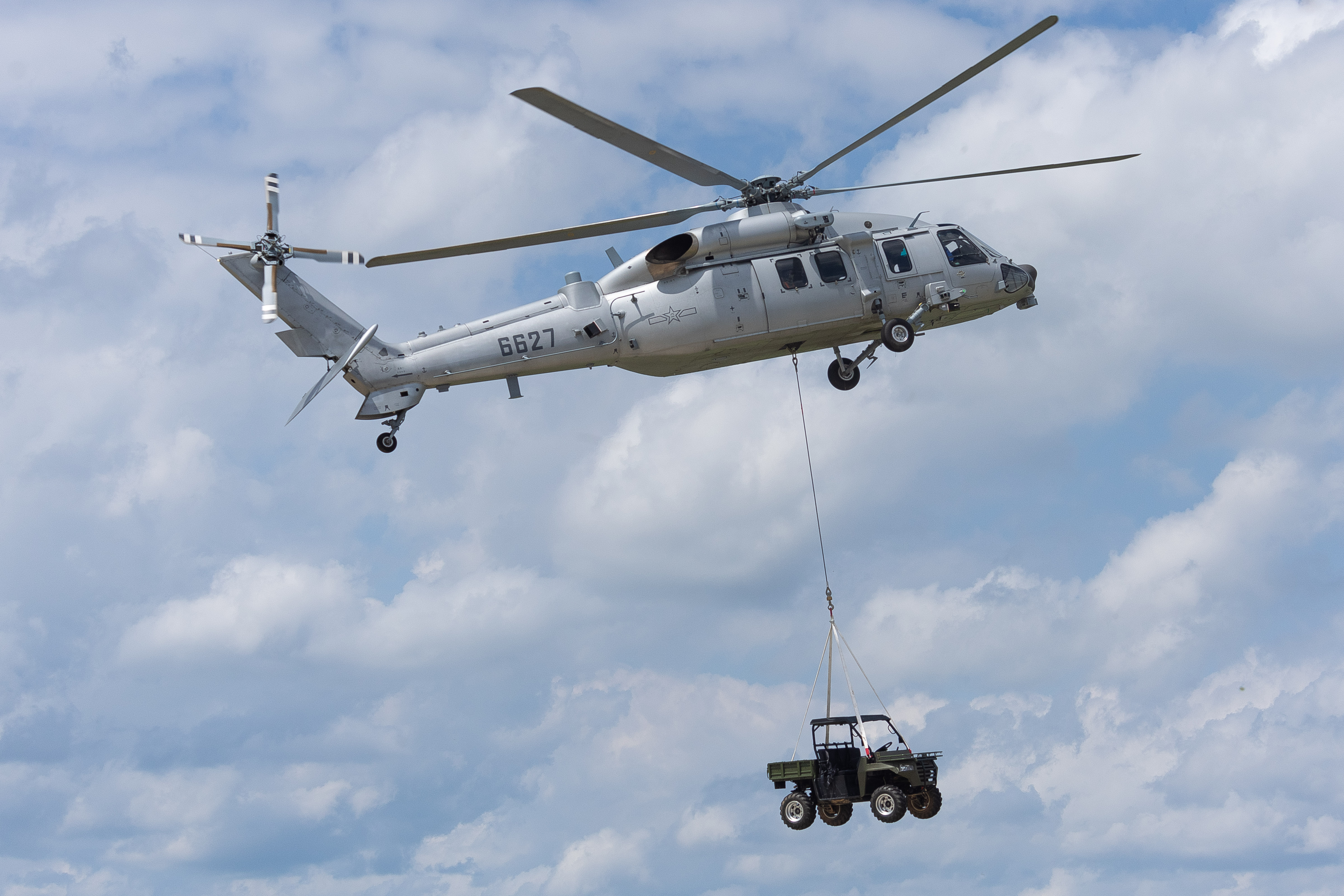
2023년 창춘 에어쇼에서 하얼빈 Z-20KA 중(中)형 헬리콥터가 샨마오 CS/VP4 전지형차를 운송하는 모습 (2023년 7월 24일 촬영)
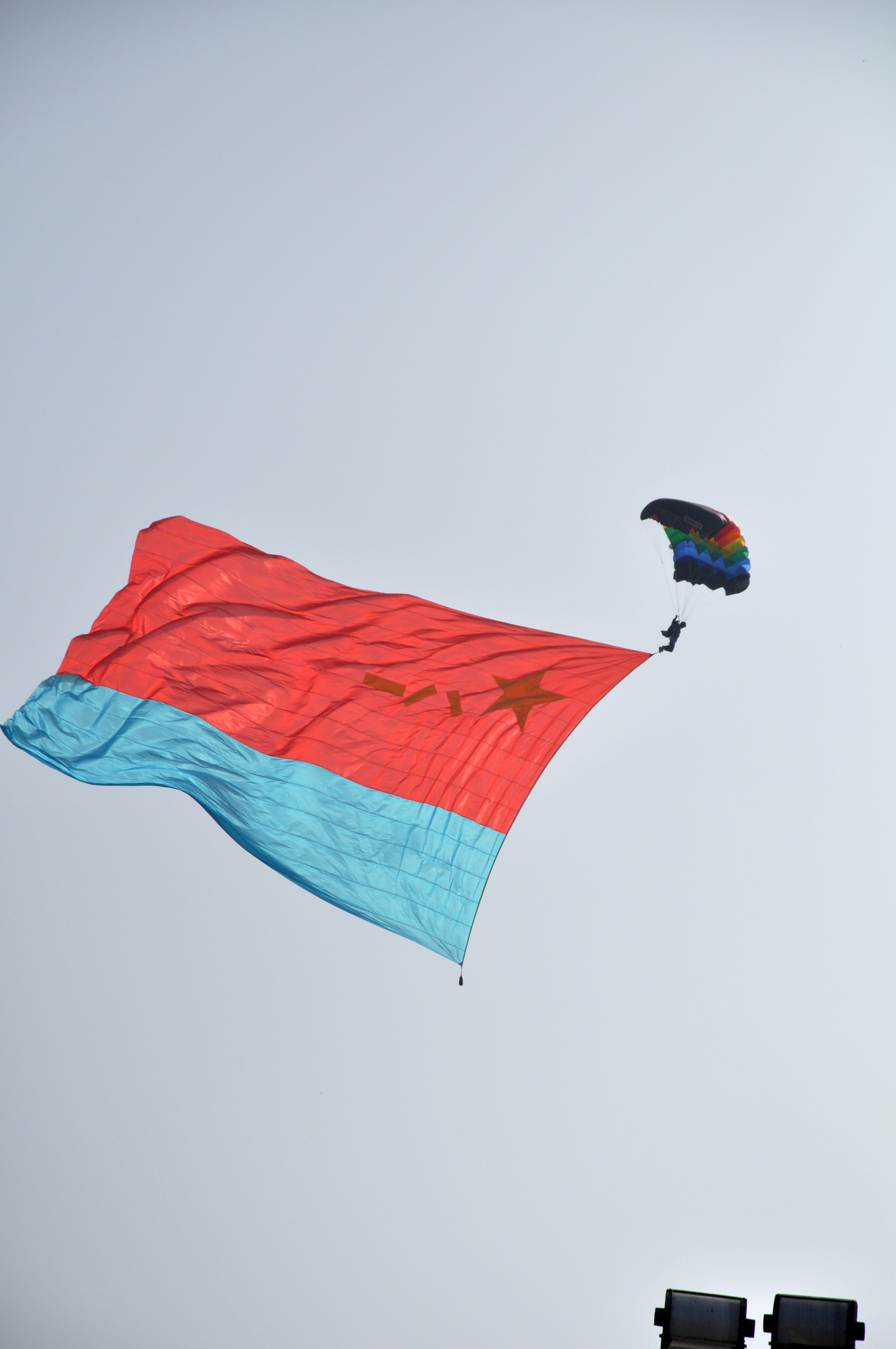
제8회 주하이 에어쇼에서 공군기를 펼치고 낙하하는 8월 1일 산병소대 대원의 모습

## 부대
| - 제127공강병여단 (차량화보병, 남부전구) - 카이펑시 - 제128공강병여단 (차량화보병, 서부전구) - 카이펑시 구러우구 - 제130공강병여단 (공중강습) - 광수이시 - 제131공강병여단 (공중강습) - 광수이시 - 제133공강병여단 (기계화보병, 북부전구) - 우한시 황피구 - 제134공강병여단 (기계화보병, 동부전구) - 특수작전여단 (뢰신돌격대) - 샤오간시 샤오난구; 2011년 9월 30일, 창설 - 지원여단 - 훈련여단 - 허베이성 쑤이저우시 광수이시 - 운송기항공병여단 - 샤오난시 | - 제43공강병사단 - 제44공강병사단 - 第四十四師教導大隊 제44사단 교도대대 - 제45공강병사단 - 제127공강병단 - 제128공강병단 (포병) - 제129공강병단 - 제130공강병단 - 제131공강병단 - 제132공강병단 (포병) - 제133공강병단 - 제134공강병단 - 軍部直屬直特種大隊, 군부 직속직 특종대대→특수대대 - 通信團, 통신단→통신연대 - 工兵分隊, 공병분대 - 防化分隊, 방화분대→화생방방호분대 - 航運團, 항운단→항공수송연대 - 直升機大隊, 직승기대대→헬리콥터대대 - 司機訓練大隊, 사기훈련대대 |

## 계보
- 1947년, 육군 제15군
- 1950년, 공군 제15군
- 1961년, 공군 공강병 제15군
- 2017년, 공강병군

## 같이 보기
- 소련 공수군
- 러시아 공수군
- 중화민국 항공특전지휘부

## 인용
1. ↑  Chan, Joe. “FACTBOX - China's growing military clout”. 《Reuters》. An instructor aligns the formation of the Chinese People's Liberation Army Airborne Corps during a training session at the 60th National Day Parade Village on the outskirts of Beijing, September 15, 2009.